# Santa Claus (Indiana)
Santa Claus is een plaats (town) in de Amerikaanse staat Indiana, en valt bestuurlijk gezien onder Spencer County.

## Demografie
Bij de volkstelling in 2000 werd het aantal inwoners vastgesteld op 2041.
In 2006 is het aantal inwoners door het United States Census Bureau geschat op 2324, een stijging van 283 (13.9%).

## Geografie
Volgens het United States Census Bureau beslaat de plaats een oppervlakte van
14,4 km², waarvan 13,4 km² land en 1,0 km² water. Santa Claus ligt op ongeveer 135 m boven zeeniveau.

## Plaatsen in de nabije omgeving
De onderstaande figuur toont nabijgelegen plaatsen in een straal van 20 km rond Santa Claus.